# Rackham den Rödes skatt

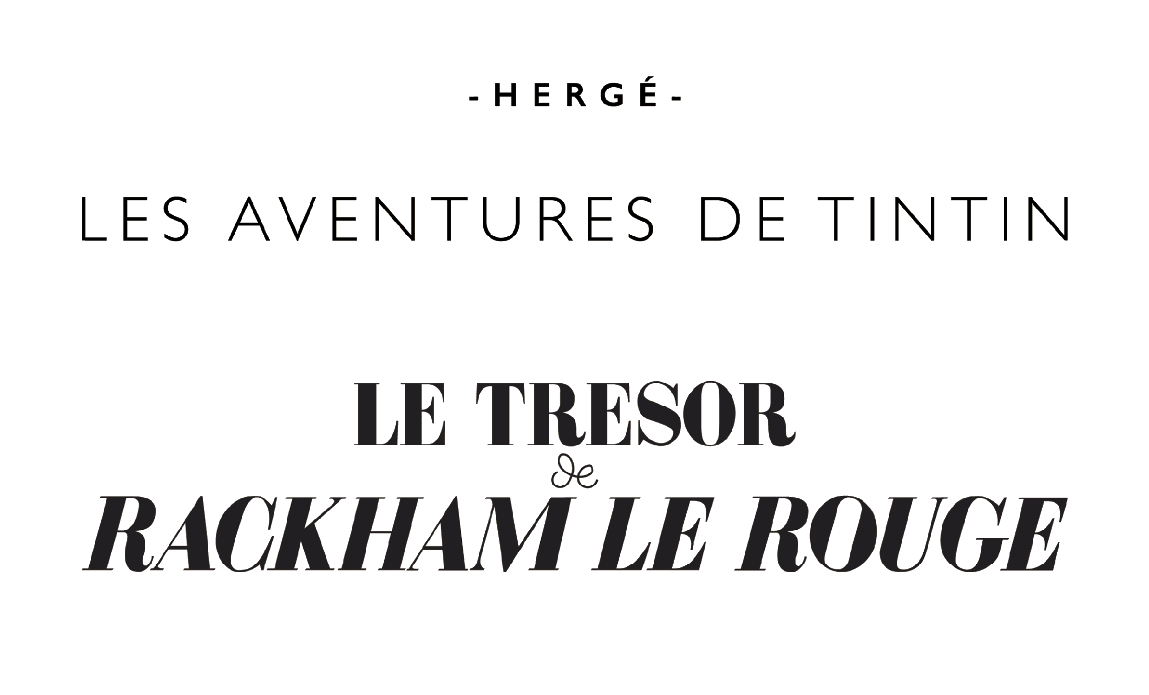

Rackham den Rödes skatt, fransk originaltitel: Le trésor de Rackham le Rouge, är det tolfte i en serie klassiska seriealbum, skrivna och illustrerade av den belgiske serietecknaren Hergé, vars huvudperson är den unge reportern Tintin. Albumet är en fortsättning på det elfte albumet Enhörningens hemlighet.
Albumet publicerades första gången på franska den 19 februari–23 september 1943 i tidningsform, och 1944 i albumform. 1962 publicerades den på svenska för första gången, som Bonniers Tintin-album nummer 4.
Historien utspelar sig huvudsakligen i de karibiska vattnen runt om Turks och Caicosöarna.

## Tintins persongalleri
Professor Karl Kalkyl gör sin entré i detta album och introducerar en ubåt med formen och utseendet av en haj. Förebilden var professor Auguste Piccard och hans dykarklocka. Det franska namnet för Professor Karl Kalkyl är Tryphon Tournesol. Förnamnet är taget från en möbelsnickare i Hergés bekantskapskrets och efternamnet betyder solros. Den akademiska titeln professor används inte i den svenska utgåvan, och inte heller verkar Kalkyl ha anknytning till något lärosäte.

## Övrigt
- Trålaren Sirius är ritad efter en förebild i hamnen i Oostende.
- Den trästaty Tintin och kapten Haddock hittar på ön ritade Hergé efter en förebild från Kamerun han sett på museum.
- Den första bildrutan på sida 25, där Haddock barfota går iland medan Tintin och Dupondtarna drar upp båten, var en av två bilder som Hergé var särskilt stolt över. Den andra bilden finns i Krabban med guldklorna.
- En annan bildruta att lägga märke till är den längst ned till vänster på sidan 32 där färgläggningen har varit anmärkningsvärt slarvig.
- Anmärkningsvärt är också att Enhörningens vrak är i så gott skick efter alla år på havsbotten. Om det hade funnits skeppsmask hade det inte varit någonting kvar av fartygets träskrov. Om man bortser från skeppsmasken borde fartyget ha varit överväxt med koraller eller andra djur och alger som finns i de aktuella farvattnen.
- Det är föga troligt att papegojor kan ärva inlärda ord i flera generationer. Men det tillför ju äventyret ett visst mått av humor.